# Moe's Tavern
Moe's Tavern (ook wel gewoon Moe's genoemd) is een fictief café uit de animatieserie The Simpsons. De bar is vernoemd naar de eigenaar, Moe Szyslak.
De bar is gelokaliseerd op de hoek van Walnut Street. In het pand ernaast zit een muziekwinkel genaamd “King Toot's Music Store”. Tegenover het café zit het Moeview Motel, en vlakbij zit een fabriek die ooit het eigendom was van Bart Simpson (tot deze instortte in "Homer's Enemy").

## Interieur
De bar is van binnen en rommeltje, het is donker en volgens Dr. Hibberts dochter stinkt het er naar urine. Omdat er maar zeer zelden vrouwelijke klanten komen gebruikt Moe het damestoilet als kantoor. Een pot met eieren in het zuur (pickled eggs) staat altijd op de bar. In Who Shot Mr. Burns? moest Moe's Tavern sluiten omdat Mr. Burns' booroperaties vlak bij het café een onveilige vervuiling veroorzaakten. Moe serveert in de bar uitsluitend Duff Beer, Henry K. Duff's Private Reserve en Red Tick Beer.
Moe's is vermoedelijk een illegale tapperij daar in de aflevering Pygmoelian Lenny ontdekte dat Moe's z'n drankvergunning al in 1973 was verlopen.
Moe's Tavern is gebaseerd op een echte bar genaamd Max's. Deze staat vlak bij de University of Oregon campus in Eugene (Oregon). Het gebouw lijkt sterk op dat van Moe’s Tavern.
Naast de bar en de tap staan er in het café een paar biljarttafels, een dartbord, een liefdestester, een mechanische stier, een wasmachine, een droger en een jukebox.
In de aflevering The Seemingly Never-Ending Story bleek dat Montgomery Burns ooit een medewerker was van Moe’s Tavern nadat hij de kerncentrale had verloren bij het gokken.

## Incarnaties
Moe's Tavern heeft in de serie een aantal keer een naamsverandering, en soms zelfs een gehele makeover ondergaan.
- In de aflevering Flaming Moe's stal Moe het recept van een populaire cocktail van Homer, en hernoemde de bar Flaming Moe's.
- In Homer's Barbershop Quartet werd een flashback getoond waarin het café nog Moe's Cavern heette.
- Moe's werd tijdelijk omgebouwd tot een familierestaurant genaamd Uncle Moe's Family Feedbag in Bart Sells His Soul.
- In My Sister, My Sitter leek Moe's te zijn verhuisd naar een nieuwe locatie genaamd Moe's Brewing Co.
- In de aflevering Homer vs. The Eighteenth Amendment werd Moe's Tavern even kort omgebouwd tot een speakeasy met de naam Moe's Pet Shop.
- In de aflevering Homer the Moe maakte Moe zijn café geschikt voor Yuppie Hipsters en hernoemde hem M.
- In de aflevering Mommie Beerest ging Marge zich bemoeien met het café, en maakte er een Engelse pub van.
- Toen Homer in de aflevering Thank God It's Doomsday ervan overtuigd was dat de opname van de gemeente binnenkort zou plaatsvinden, verkocht Moe zijn bar aan een Japanse zakenman en gaf het geld aan een goed doel. De zakenman maakte van de bar een sushirestaurant genaamd Tokyo Roe's.
- In een flashback werd getoond dat Moe’s Tavern ooit Meaux's Tavern heette.
- In The Simpsons Movie heet het café Moe's Bar, dat naast de kerk gevestigd is.

## Reguliere klanten
Het lijkt erop dat Moe's tavern maar zes vaste klanten heeft: Homer, Barney, Lenny, Carl, Sam en Larry. In The City of New York vs. Homer Simpson maakte Moe bekend dat 91% van de verkeersongevallen in Springfield te wijten was aan deze zes vanwege hun constante rijden onder invloed.
Barney Gumble is vooral afhankelijk van Moe’s Tavern. Hij is een alcoholist en woont in een appartement vlak bij (soms zelfs pal boven) Moe’s Tavern.
Moe’s Tavern wordt vooral gezien indien Homer Simpson daar is. Vaak zijn Lenny en Carl er ook samen met hem.

## Beroemdheden
Een paar beroemdheden die Moe’s Tavern hebben bezocht zijn:
- Aerosmith — "Flaming Moe's"
- Stephen Hawking — "They Saved Lisa's Brain" en "Don't Fear the Roofer"
- U2 — "Trash of the Titans"
- Red Hot Chili Peppers — "Krusty Gets Kancelled"
- Jay Leno — "The Last Temptation of Krust"
- Wade Boggs — "Homer at the Bat"
- Johnny Carson — "Krusty Gets Kancelled"
- Joe Frazier — "Brother Can You Spare Two Dimes?"
- Jamie Farr — "Fear of Flying" (een ondertekende foto bewijst dat hij hier ooit is geweest).

## Adres en telefoonnummer
In de aflevering Flaming Moe's werd onthuld dat Moe's Tavern zich bevindt aan Walnut Street. Het telefoonnummer zou 764-8437(7) zijn aangezien in Homer the Smithers Mr. Burns per ongeluk dit nummer draaide. In Principal Charming werd het nummer echter gegeven als Klondike 5-1239.
Homer Simpson · Marge Simpson · Bart Simpson · Lisa Simpson · Maggie Simpson · Abraham Simpson · Patty en Selma Bouvier · Jacqueline Bouvier · Mona Simpson · Santa's Little Helper · Snowball II · Familie Bouvier
Jasper Beardley · Comic Book Guy · Eddie en Lou · Maude Flanders · Ned Flanders · Professor Frink · Barney Gumble · Julius Hibbert · Lionel Hutz · Eerwaarde Lovejoy · Kapitein Horatio McCallister · Hans Moleman · Bleeding Gums Murphy · Apu Nahasapeemapetilon · Mayor Joe Quimby · Dr. Nick Riviera · Agnes Skinner · Cletus Spuckler · Squeaky Voiced Teen · Disco Stu · Moe Szyslak · Kirk Van Houten · Luann Van Houten · Chief Clancy Wiggum
Gary Chalmers · Rod en Todd Flanders · Jimbo Jones · Kearney · Edna Krabappel · Otto Mann · Nelson Muntz · Martin Prince · Seymour Skinner · Milhouse Van Houten · Ralph Wiggum · Groundskeeper Willie · andere studenten
Montgomery Burns · Carl Carlson · Lenny Leonard · Waylon Smithers
Itchy en Scratchy · Kent Brockman · Krusty de Clown · Troy McClure · Rainier Wolfcastle · Radioactive Man
Snake · Kang & Kodos · Sideshow Bob · Fat Tony
Treehouse of Horror
Bart vs. the World · Bart Simpson's Escape from Camp Deadly · The Simpsons Arcadespel · Bart vs. the Space Mutants · Bart's House of Weirdness ·Bart vs. The Juggernauts · Krusty's Fun House · Bartman Meets Radioactive Man · Bart's Nightmare · The Itchy and Scratchy Game · Virtual Bart · Bart and the Beanstalk · Itchy & Scratchy in Miniature Golf Madness · Cartoon Studio · Virtual Springfield · Night of the Living Treehouse of Horror · Bowling · Wrestling · Road Rage · Skateboarding · Hit & Run · The Simpsons Game · The Simpsons: Tapped Out
The Simpsons · The Simpsons Pinball Party
Strips: Simpsons Comics · Bart Simpson serie · Itchy & Scratchy Comics · Bart Simpson's Treehouse of Horror · Futurama/Simpsons Infinitely Secret Crossover Crisis
Tijdschrift: Simpsons Illustrated
Boeken: Bart Simpson's Guide to Life · Family Album · Library of Wisdom · Complete Guides · Planet Simpson · The Simpsons and Philosophy
Actiefiguurtjes: World of Springfield
The Simpsons Movie
Bankgrap ·
Canyonero · 
D'oh! · 
Duff Beer · 
Schoolbordgrap · 